# NGC 853
NGC 853 is een spiraalvormig sterrenstelsel in het sterrenbeeld Walvis. Het hemelobject werd op 28 november 1785 ontdekt door de Duits-Britse astronoom William Herschel.

## Synoniemen
- PGC 8397
- MCG -2-6-38
- KUG 0209-095
- IRAS02092-0932